# Xuanyuanjiao

Symbol Xuanyuanjiao

Xuanyuanjiao (chiń. 軒轅教; pinyin Xuānyuánjiào) – nowy ruch religijny, powstały na Tajwanie po II wojnie światowej. Jedna z wyznawanych tam religii.
Za początek ruchu uznaje się 1957 rok, jego twórcą był prawnik Wang Hansheng (1899-1989). Uważał on, iż przegrana Kuomintangu z komunistami w chińskiej wojnie domowej spowodowana była wynikającym z upadku tradycyjnej kultury osłabieniem chińskiego ducha narodowego, którego podnieść można jedynie poprzez powszechny powrót do kultu Żółtego Cesarza.
Doktryna xuanyuanjiao stanowi mieszankę pojęć zaczerpniętych z konfucjanizmu, taoizmu i moizmu, podbudowanych silną otoczką nacjonalistyczną. Wierzy się w istnienie uniwersalnej zasady dao, człowiek może osiągnąć zbawienie przez zjednoczenie z nią za pomocą oczyszczenia i samodoskonalenia się. Podstawę praktyk religijnych xuanyuanjiao stanowią rozmaite obrzędy ku czci Żółtego Cesarza, poza nim oddaje się cześć chińskim bohaterom narodowym takim jak Konfucjusz czy Sun Jat-sen.